# Jüdischer Friedhof (Dębica)

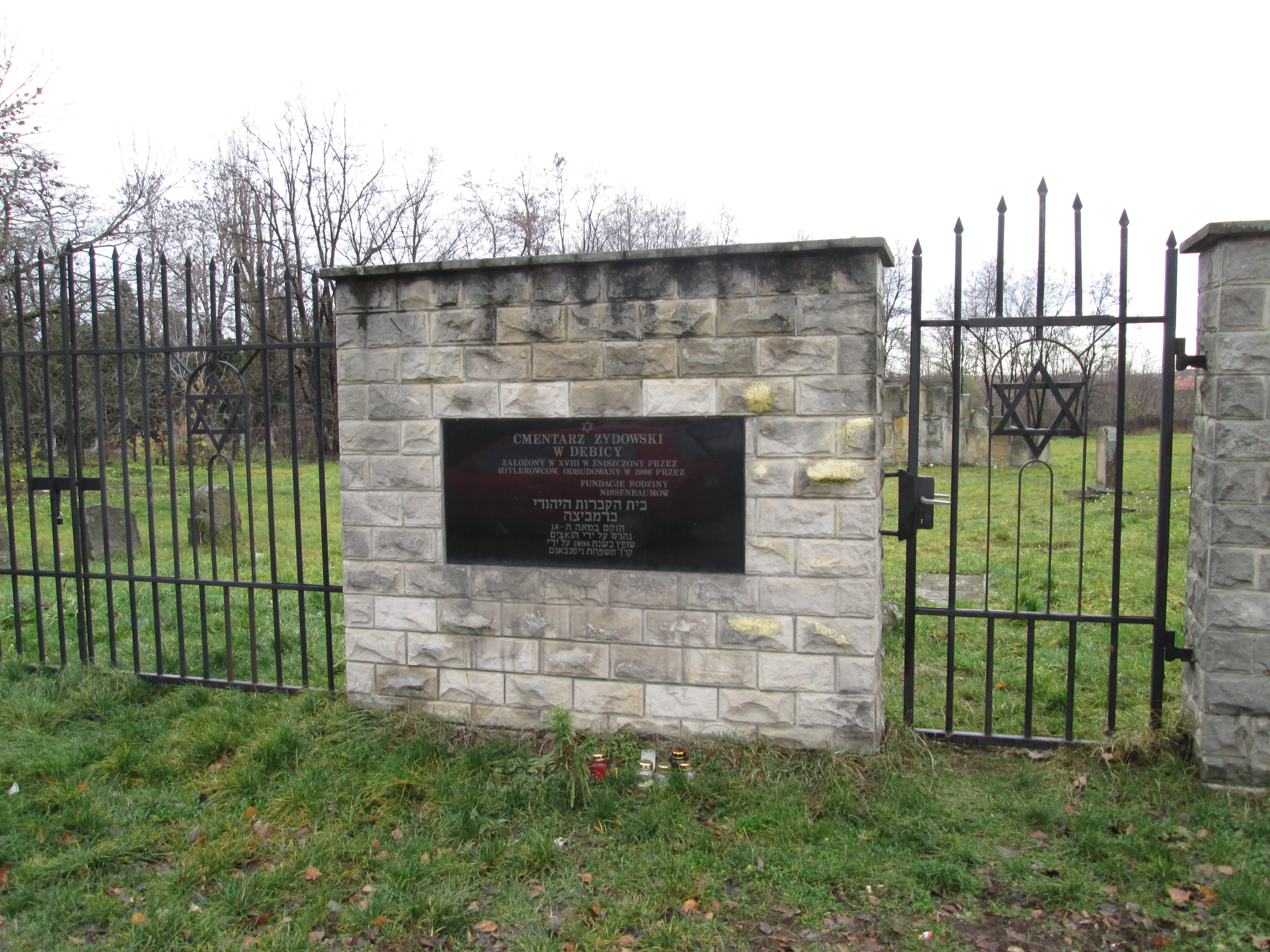
Eingang zum jüdischen Friedhof in Dębica

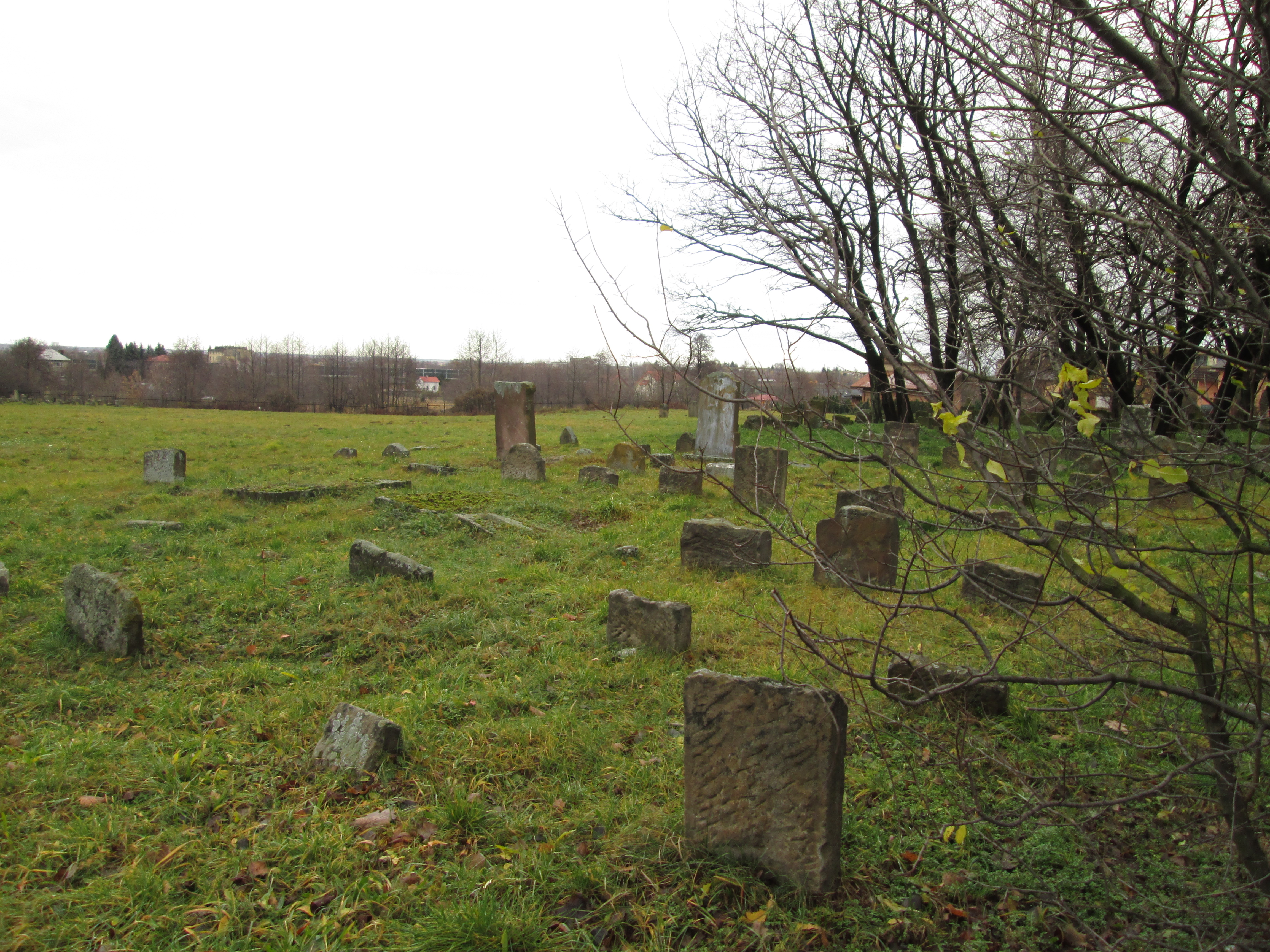
Grabsteine

Der Jüdische Friedhof in Dębica, einer polnischen Stadt in der Woiwodschaft Karpatenvorland, wurde im 17./18. Jahrhundert angelegt. Der jüdische Friedhof befindet sich in der Cmentarna-Straße.
Auf dem circa 1,15 Hektar großen Friedhof sind heute nur noch wenige Grabsteine vorhanden.